# Grimoria
Grimoria ist ein Fantasy-Karten- und Brettspiel von Hayato Kisaragi aus dem Jahr 2010, das in Deutschland seit 2012 bei Schmidt Spiele erscheint. Der Titel des Spiels lehnt sich an den Ausdruck Grimoire ([gʀiˈmwaːʀ]) an, der ein Zauberbuch mit magischem Wissen bezeichnet. Die deutsche Fassung des Spiels unterscheidet sich dabei in einigen Punkten von ihren Vorgängern. Die Spielregel wurde mit der Essener Feder 2012 ausgezeichnet.

## Spielablauf

### Grundidee
Jeder Grimoria-Spieler erhält ein identisches Zauberbuch, das insgesamt 14 verschiedene Zauber enthält. Zu Beginn des Spiels ist die Auswahl noch auf wenige Zauber beschränkt, im weiteren Verlauf kommt aber mit jeder Runde ein weiterer Zauber hinzu (angezeigt durch den sogenannten Magie-Level-Marker). Durch geschickte Auswahl der Zauber müssen die Spieler versuchen, nach einer bestimmten Anzahl von Runden so viele Siegpunkte wie möglich zu erreichen: Dazu sammeln sie Gebäude-, Gefährten- oder Schatzkarten sowie Münzen, die unterschiedlich wertvoll sind. Während Gebäude- und Schatzkarten nur Punktwerte aufweisen, bringen die Gefährtenkarten den Spielern darüber hinaus weitere Vorteile (so erlaubt der Händler einem Spieler beispielsweise, zusätzliche Schatzkarten zu ziehen).

### Detaillierter Spielablauf
Vorbereitung
Auf dem Spielplan werden eine verdeckte und mehrere offene Gebäude- und Gefährtenkarten ausgelegt, deren Anzahl sich nach der Anzahl der beteiligen Spieler richtet. Schatzkarten werden als verdeckter Stapel bereitgehalten. Jeder Spieler erhält ein Zauberbuch, sein Lesezeichen, einen Spielstein sowie eine Münze.
Einzelne Runden
Vor Rundenbeginn wählt jeder Spieler im Geheimen einen Zauberspruch aus seinem Zauberbuch und legt dazu ein eigenes Lesezeichen an die entsprechende Stelle seines Zauberbuchs. Alle Spieler decken nun zeitgleich ihre Bücher auf; wer den stärksten Spruch gewählt hat, ist in der Regel als Letzter an der Reihe. Wer am Zug ist, führt seinen Zauberspruch (beispielsweise das Stehlen einer gegnerischen Karte, gegnerischen Geldes oder das Ziehen einer Schatzkarte) aus, nutzt die Fähigkeit von bereits vor ihm ausliegenden Gefährten und nimmt dann eine der ausliegenden Abenteuerkarte an sich: Gefährtenkarten werden dabei offen, Gebäude- und Schatzkarten verdeckt vor dem Spieler abgelegt. War der letzte Spieler an der Reihe, werden verbliebene Abenteuerkarten offen ab- und neue aufgelegt. Außerdem steigt der Magie-Level, sodass sich für die Spieler die Zahl der verfügbaren Zaubersprüche erhöht.
Spielende
Sobald der Magie-Level-Marker auf das letzte Feld des Spielplans gezogen wurde, beginnt die letzte Runde, nach der das Spiel endet. In der Endabrechnung erhalten die Spieler für jeden Taler einen Siegpunkt; und für jede Karte die Zahl an Siegpunkten, die darauf abgebildet sind. Bestimmte Gefährtenkarten erbringen darüber hinaus weitere Siegpunkte (beispielsweise für das Sammeln verschiedener Gebäudearten).

## Unterschiede zwischen den Versionen
Während die japanische Ausgabe sehr kompakt gehalten war, ist die deutsche Version grafisch aufwändiger gestaltet. Außerdem wurde das Spiel auf fünf Spieler ausgeweitet, darüber hinaus wurden zwei Zaubersprüche und vier Gefährtenkarten verändert. Auch endet das Spiel in der Originalfassung, wenn ein Spieler eine bestimmte Anzahl von Karten gesammelt hat, und nicht nach einer festgelegten Anzahl von Runden.